# Sciapus cilicostatus
Sciapus cilicostatus är en tvåvingeart som först beskrevs av Van Duzee 1927.  Sciapus cilicostatus ingår i släktet Sciapus och familjen styltflugor.
Artens utbredningsområde är Jamaica. Inga underarter finns listade i Catalogue of Life.